# Llo
Llo  (API : /jo/ en français, /ʎo/ en catalan) est une commune française située dans le sud-ouest du département des Pyrénées-Orientales, en région Occitanie. Sur le plan historique et culturel, la commune est dans la Cerdagne, une haute plaine à une altitude moyenne de 1 200 m d'altitude, qui s'étend d'est en ouest sur une quarantaine de kilomètres entre Mont-Louis et Bourg-Madame.
Exposée à un climat de montagne, elle est drainée par le Sègre et par divers autres petits cours d'eau. Incluse dans le parc naturel régional des Pyrénées catalanes, la commune possède un patrimoine naturel remarquable : deux sites Natura 2000 (le « massif du Puigmal » et « Puigmal-Carança ») et quatre zones naturelles d'intérêt écologique, faunistique et floristique.
Llo est une commune rurale qui compte 156 habitants en 2022, après avoir connu un pic de population de 449 habitants en 1861. Ses habitants sont appelés les llonés et llonésa.
Depuis 2016, elle héberge la centrale solaire Ello.

## Géographie

### Localisation
La commune de Llo se trouve dans le département des Pyrénées-Orientales, en région Occitanie et est frontalière avec l'Espagne (Catalogne).
Elle se situe à 73 km à vol d'oiseau de Perpignan, préfecture du département, et à 34 km de Prades, sous-préfecture.
Les communes les plus proches sont : 
Saillagouse (2,1 km), Eyne (2,6 km), Err (3,0 km), Font-Romeu-Odeillo-Via (5,4 km), Sainte-Léocadie (5,4 km), Bolquère (5,5 km), Estavar (5,7 km), Saint-Pierre-dels-Forcats (6,3 km).
Sur le plan historique et culturel, Llo fait partie de la région de la Cerdagne, une haute plaine à une altitude moyenne de 1 200 m d'altitude, qui s'étend d'est en ouest sur une quarantaine de kilomètres entre Mont-Louis et Bourg-Madame.

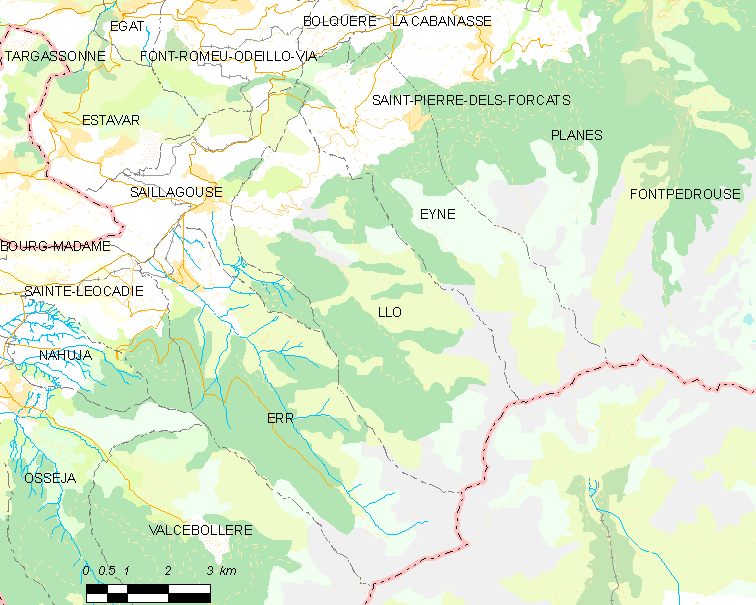
Situation de la commune.

|     | Saillagouse        |      |
| Err | Llo                | Eyne |
|     | Queralbs (Espagne) |      |

### Géologie et relief
La commune a une géologie particulièrement riche,.
Le massif du vieux château et de la tour del Vacaro est calcaire, roche assez exceptionnelle en Cerdagne française.
La vallée de Llo (du Sègre) suit le tracé de la faille de Finestrelles,. Il y a environ 25 000 ans, de la glace d'une épaisseur d'environ 100 mètres s'est accumulée à la tête de la vallée. Elle a ensuite formé une langue glaciaire de 2 km de long à peu près.
La commune est classée en zone de sismicité 4, correspondant à une sismicité moyenne.

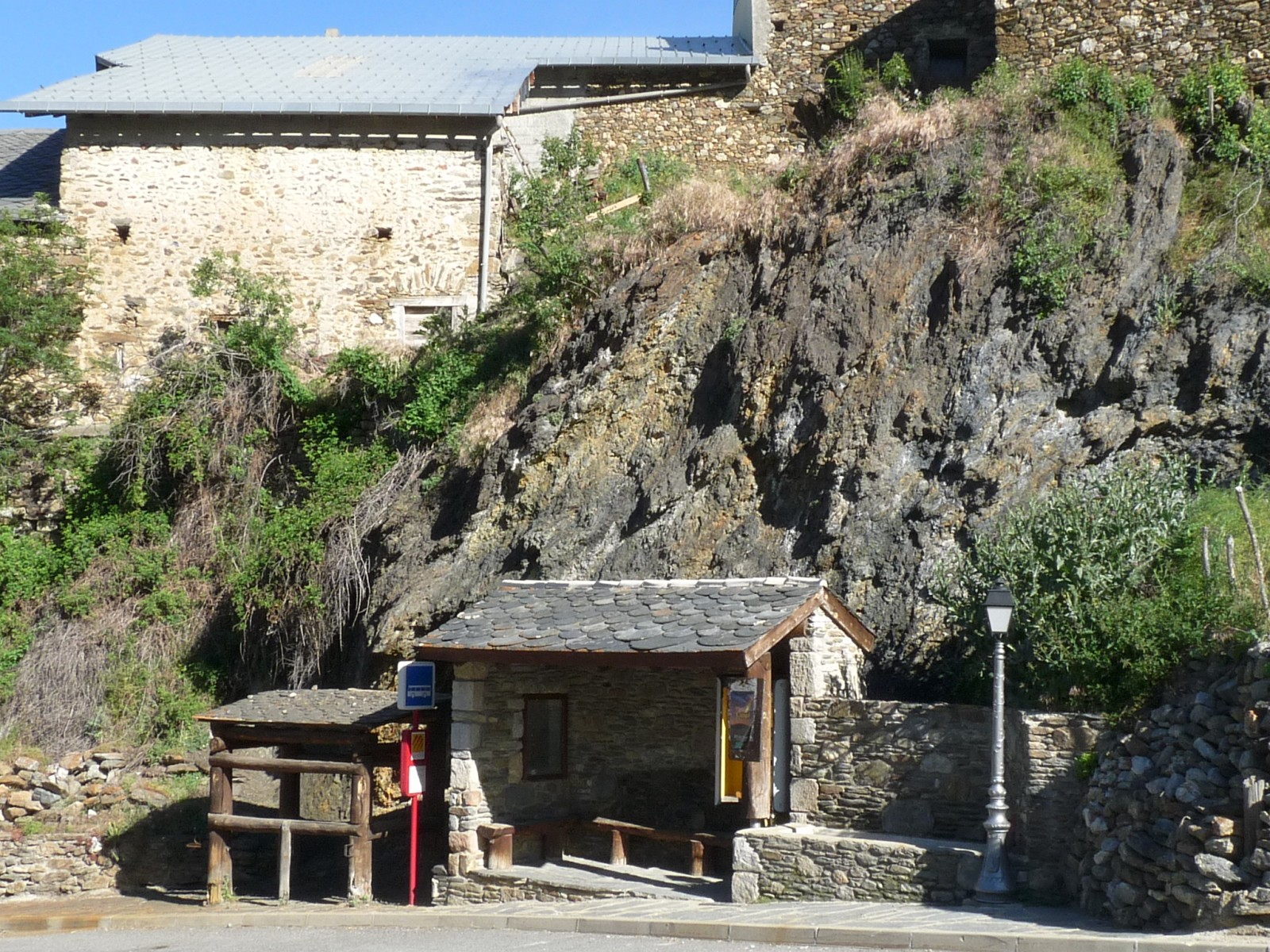
Roche noire, au bourg, sur la ligne de la faille de la Têt-Cerdagne.
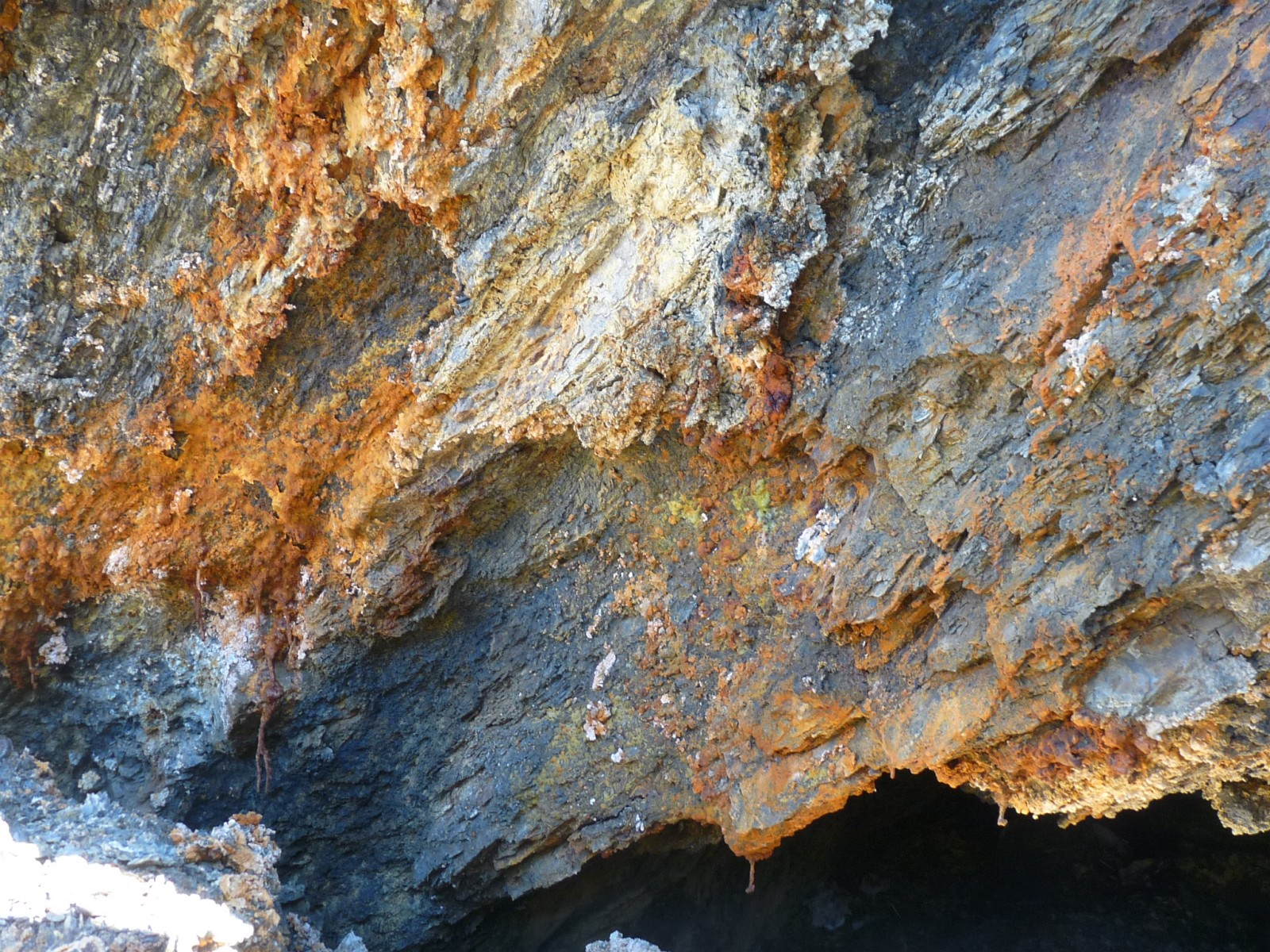
Vue de près, stalactites d'acide sulfurique et fer.
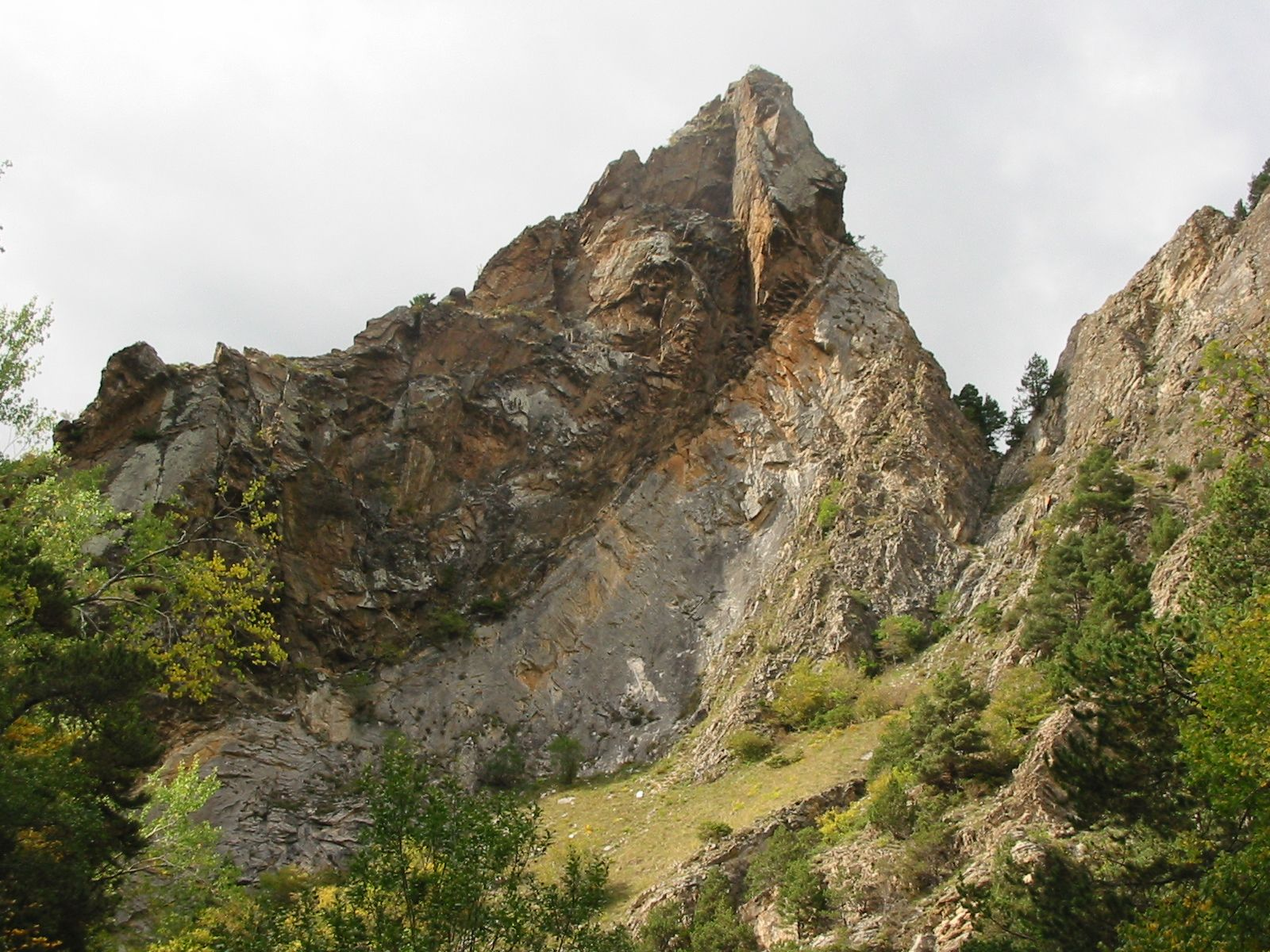
Formations de calcaire (sous schiste) dans les gorges du Sègre.

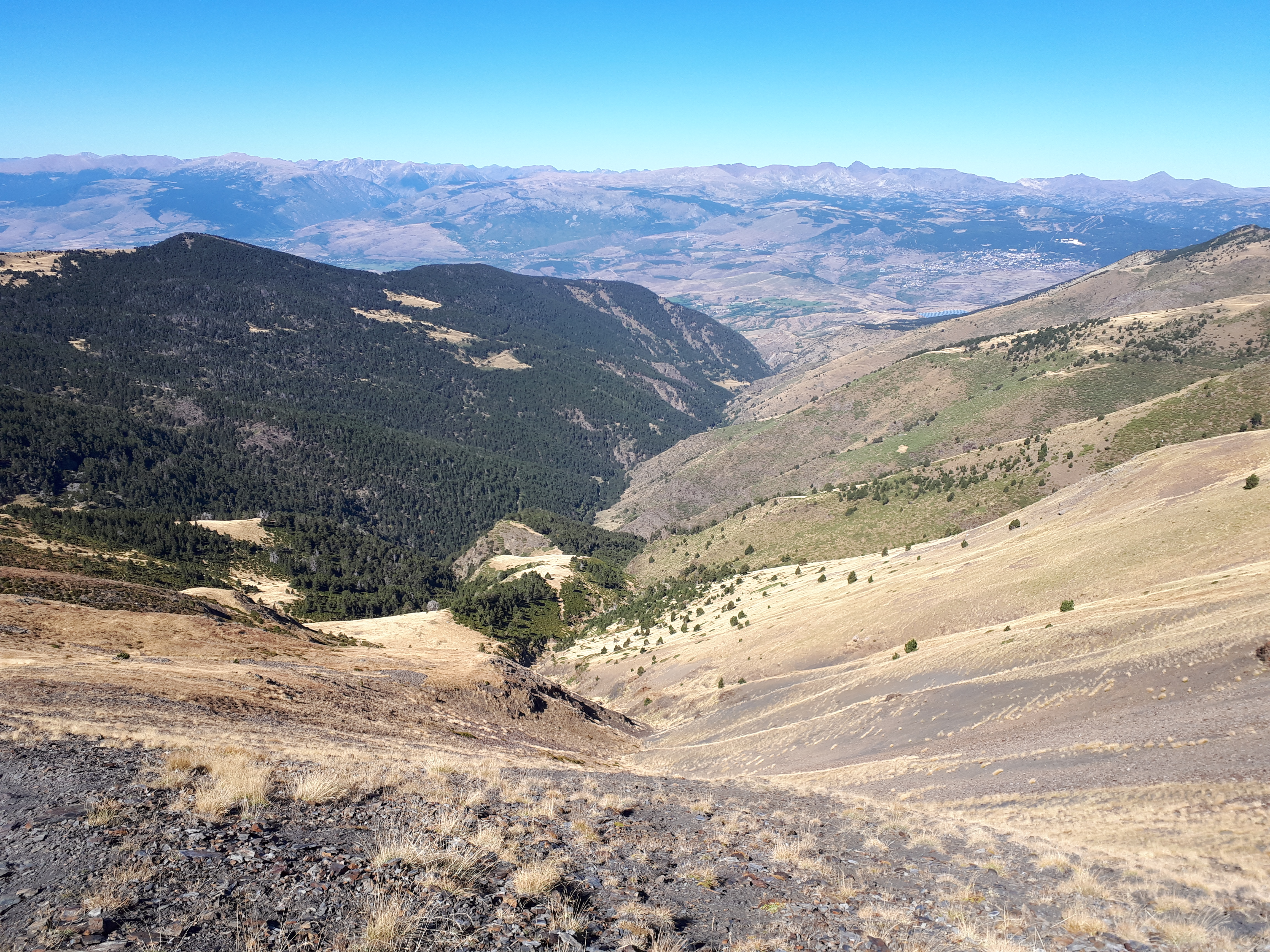
Vallée de Llo (du Sègre).

### Hydrographie

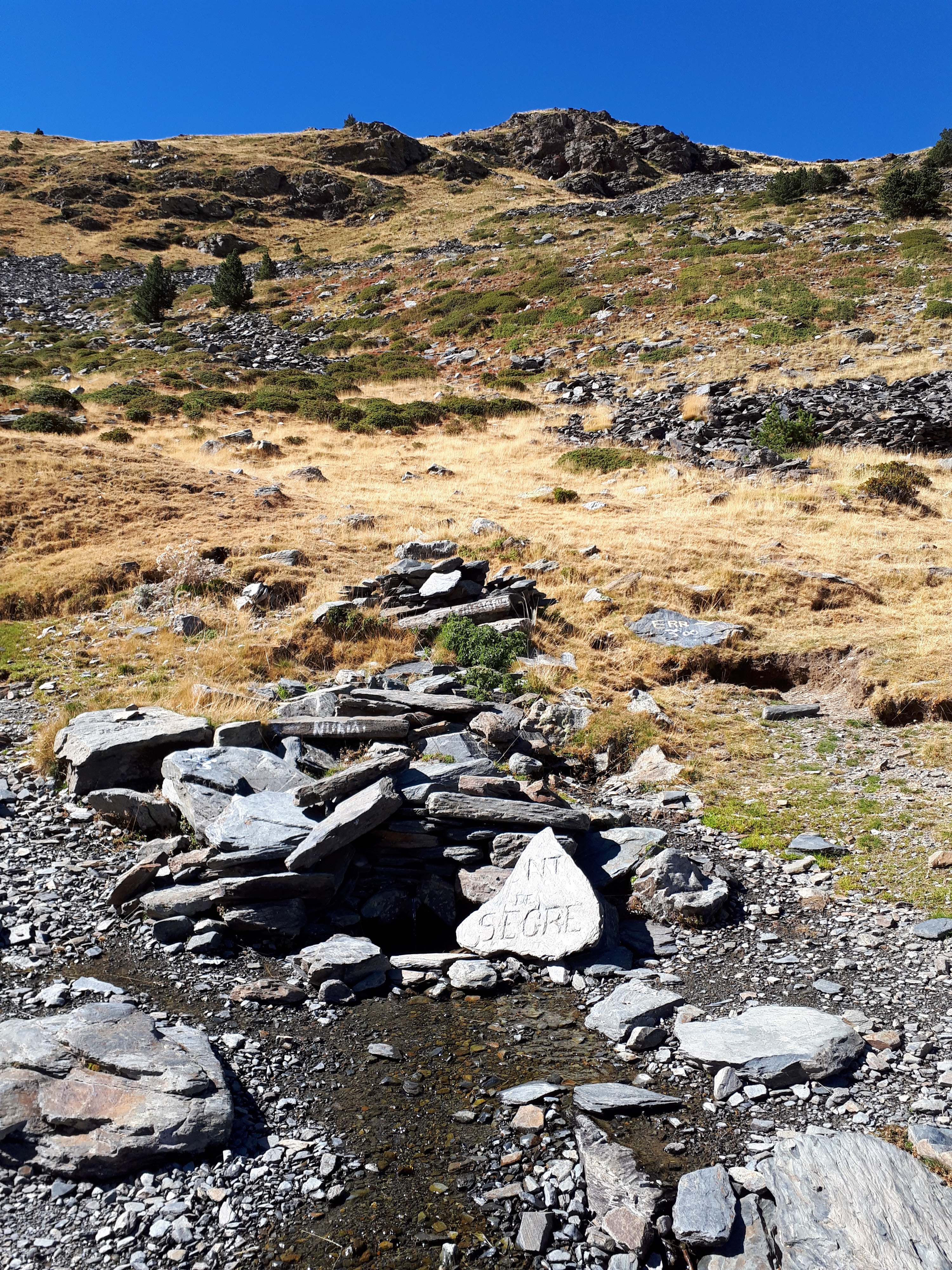
Font de Segre, altitude 2400 mètres, commune de Llo, la source de la Sègre.

Le Sègre, affluent de l'Èbre, prend sa source dans la commune et passe au bourg, avant de traverser la plaine cerdane.

### Climat
Pour des articles plus généraux, voir Climat de l'Occitanie et Climat des Pyrénées-Orientales.
En 2010, le climat de la commune est de type climat des marges montargnardes, selon une étude du CNRS s'appuyant sur une série de données couvrant la période 1971-2000. En 2020, Météo-France publie une typologie des climats de la France métropolitaine dans laquelle la commune est exposée à un climat de montagne ou de marges de montagne et est dans la région climatique Pyrénées orientales, caractérisée par une faible pluviométrie, un très bon ensoleillement (2 600 h/an), un air sec, particulièrement en hiver et peu de brouillards.
Pour la période 1971-2000, la température annuelle moyenne est de 7,4 °C, avec une amplitude thermique annuelle de 15 °C. Le cumul annuel moyen de précipitations est de 771 mm, avec 6 jours de précipitations en janvier et 6,7 jours en juillet. Pour la période 1991-2020, la température moyenne annuelle observée sur la station météorologique la plus proche, située sur la commune de Formiguères à 18 km à vol d'oiseau, est de 7,6 °C et le cumul annuel moyen de précipitations est de 737,3 mm,. Pour l'avenir, les paramètres climatiques de la commune estimés pour 2050 selon différents scénarios d’émission de gaz à effet de serre sont consultables sur un site dédié publié par Météo-France en novembre 2022.

### Milieux naturels et biodiversité

#### Espaces protégés
La protection réglementaire est le mode d’intervention le plus fort pour préserver des espaces naturels remarquables et leur biodiversité associée,.
Un  espace protégé est présent sur la commune : 
le parc naturel régional des Pyrénées catalanes, créé en 2004 et d'une superficie de 139 062 ha, qui s'étend sur 66 communes du département. Ce territoire s'étage des fonds maraîchers et fruitiers des vallées de basse altitude aux plus hauts sommets des Pyrénées-Orientales en passant par les grands massifs de garrigue et de forêt méditerranéenne,.

#### Réseau Natura 2000

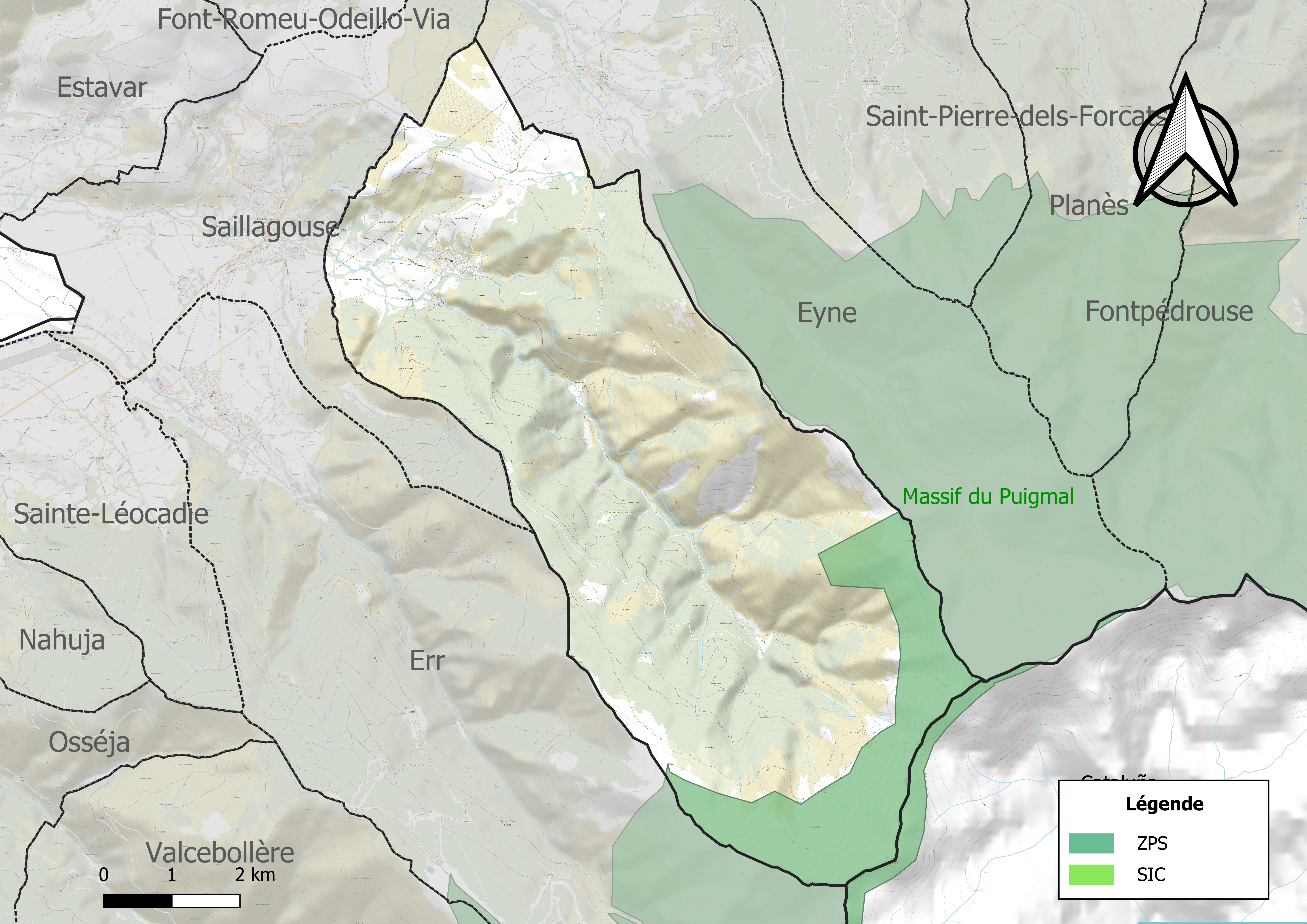
Site Natura 2000 sur le territoire communal.

Le réseau Natura 2000 est un réseau écologique européen de sites naturels d'intérêt écologique élaboré à partir des directives habitats et oiseaux, constitué de zones spéciales de conservation (ZSC) et de zones de protection spéciale (ZPS).
Un site Natura 2000 a été défini sur la commune au titre de la directive habitats.
- le « massif du Puigmal », d'une superficie de 8 784 ha, présence une richesse patrimoniale avec onze habitats naturels et deux espèces végétales au niveau régional. Ainsi la station de Botryche simple est très importante compte tenu du faible nombre de stations en France[23] et  au titre de la directive oiseaux[22]
- « puigmal-Carança », d'une superficie de 10 260 ha, un site qui a une responsabilité forte ou très forte pour cinq espèces d'oiseaux au niveau régional, dont le gypaète barbu[24].

#### Zones naturelles d'intérêt écologique, faunistique et floristique
L’inventaire des zones naturelles d'intérêt écologique, faunistique et floristique (ZNIEFF) a pour objectif de réaliser une couverture des zones les plus intéressantes sur le plan écologique, essentiellement dans la perspective d’améliorer la connaissance du patrimoine naturel national et de fournir aux différents décideurs un outil d’aide à la prise en compte de l’environnement dans l’aménagement du territoire.
Une ZNIEFF de type 1 est recensée sur la commune :
la « vallée de Llo » (2 211 ha) et trois ZNIEFF de type 2, : 
- la « Basse Cerdagne » (3 916 ha), couvrant 12 communes du département[27] ;
- les « chaine du Puigmal et vallées Adjacentes » (28 390 ha), couvrant 15 communes du département[28] ;
- la « Haute Cerdagne » (5 477 ha), couvrant 12 communes du département[29].

Carte des ZNIEFF de type 1 et 2 à Llo.
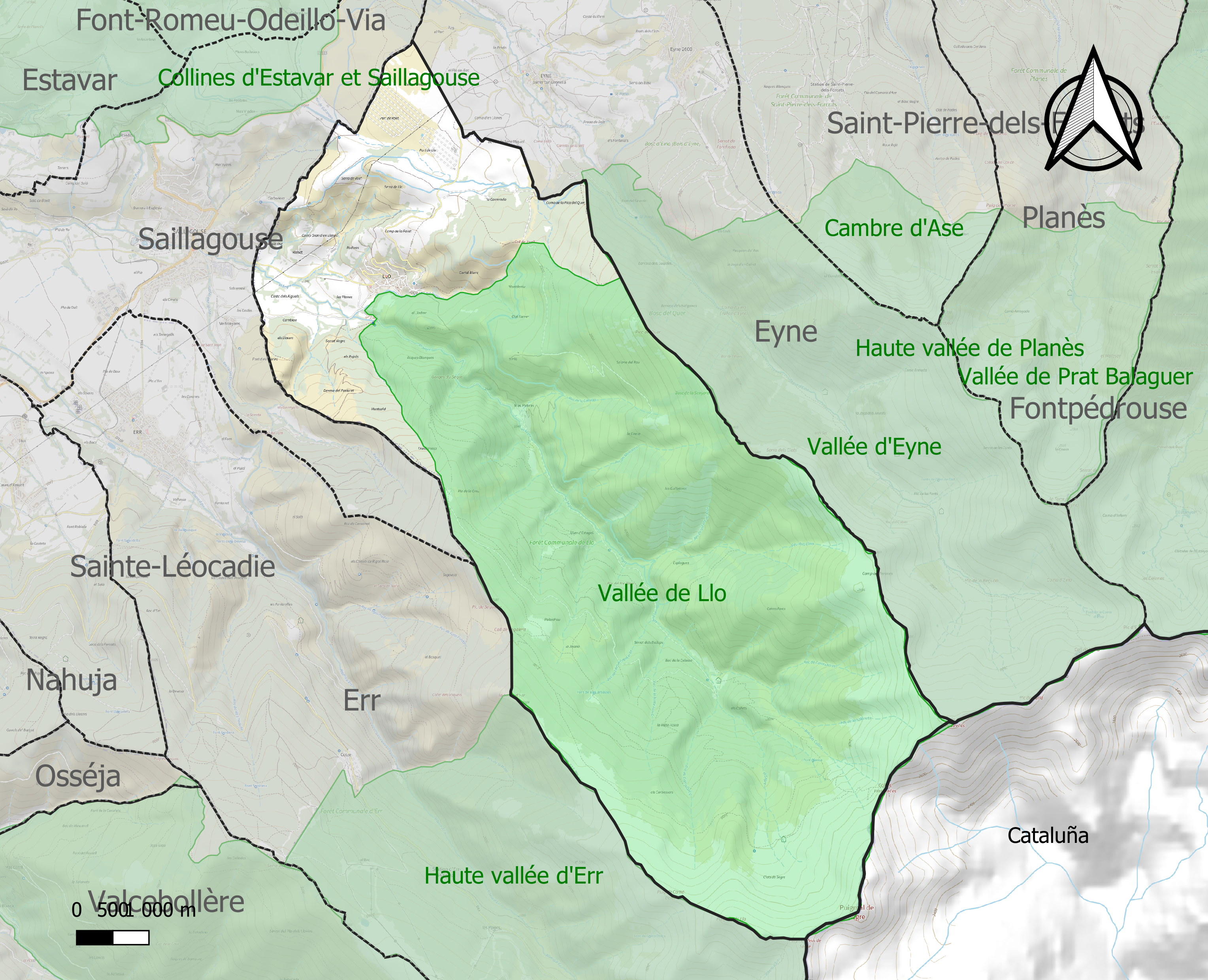
Carte de la ZNIEFF de type 1 sur la commune.
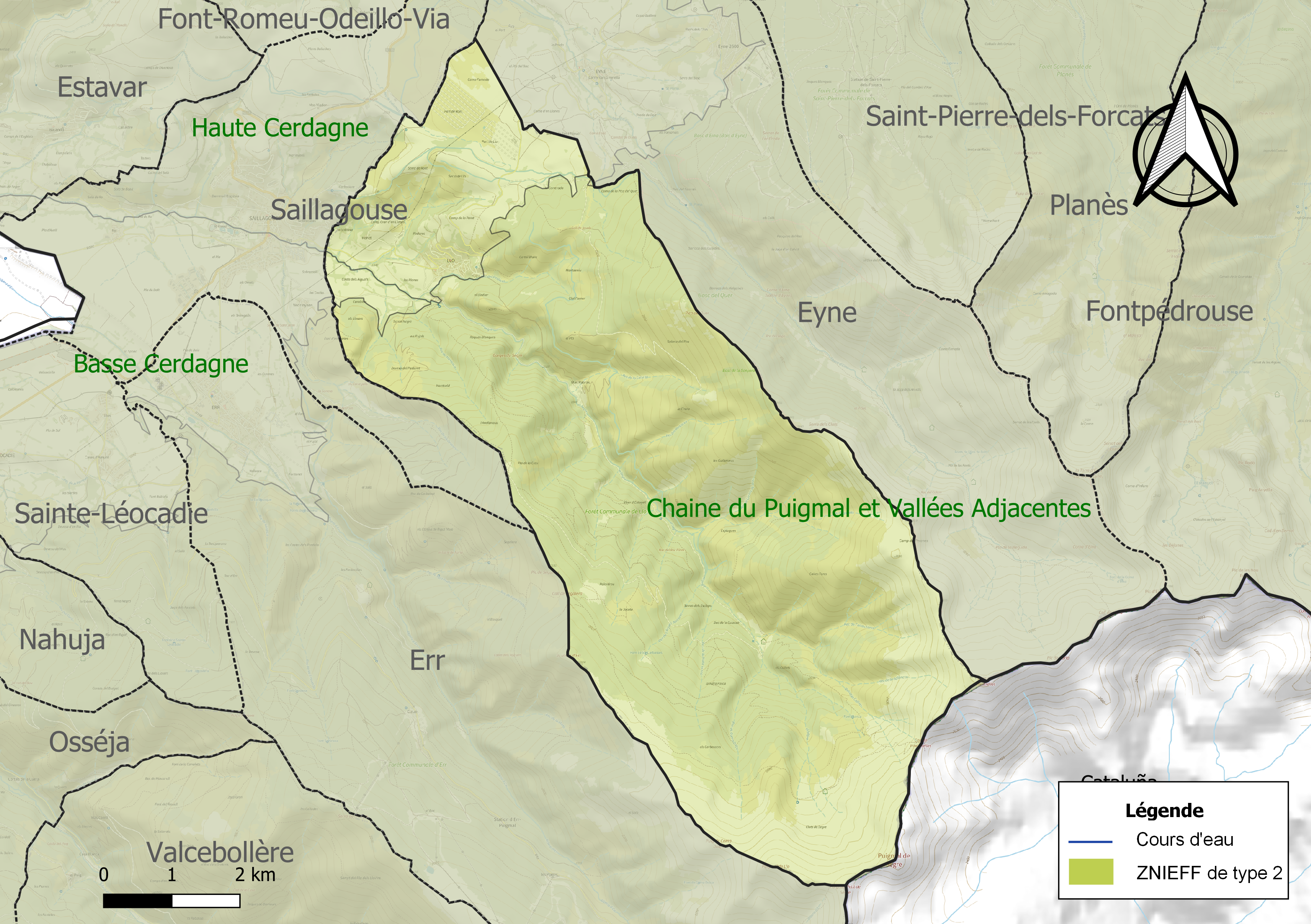
Carte des ZNIEFF de type 2 sur la commune.

## Urbanisme

### Typologie
Au 1er janvier 2024, Llo est catégorisée commune rurale à habitat dispersé, selon la nouvelle grille communale de densité à sept niveaux définie par l'Insee en 2022.
Elle est située hors unité urbaine et hors attraction des villes,.

### Occupation des sols
L'occupation des sols de la commune, telle qu'elle ressort de la base de données européenne d’occupation biophysique des sols Corine Land Cover (CLC), est marquée par l'importance des forêts et milieux semi-naturels (88,2 % en 2018), en augmentation par rapport à 1990 (86,1 %). La répartition détaillée en 2018 est la suivante : 
forêts (36,7 %), milieux à végétation arbustive et/ou herbacée (28,1 %), espaces ouverts, sans ou avec peu de végétation (23,4 %), prairies (6,1 %), zones agricoles hétérogènes (4,4 %), mines, décharges et chantiers (1,3 %). L'évolution de l’occupation des sols de la commune et de ses infrastructures peut être observée sur les différentes représentations cartographiques du territoire : la carte de Cassini (XVIIIe siècle), la carte d'état-major (1820-1866) et les cartes ou photos aériennes de l'IGN pour la période actuelle (1950 à aujourd'hui).

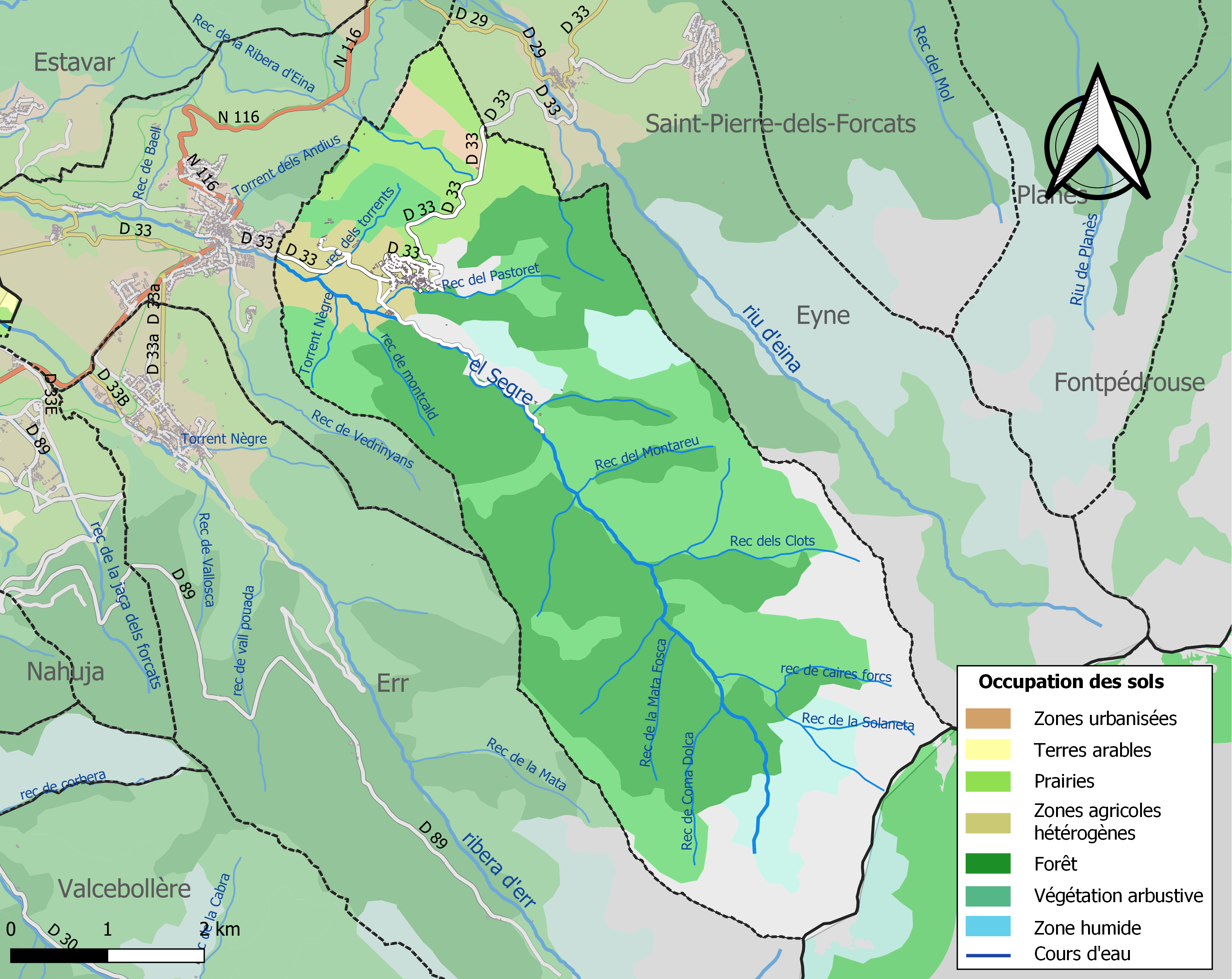
Carte des infrastructures et de l'occupation des sols de la commune en 2018 (CLC).

### Voies de communication et transports
La route départementale D 33 traverse la partie septentrionale du territoire de la commune, en provenance de Saillagouse à l'ouest et en direction d'Eyne à l'est, en passant par le port de Llo, situé à 1 579 m d'altitude.

### Risques majeurs
Le territoire de la commune de Llo est vulnérable à différents aléas naturels : inondations, climatiques (grand froid ou canicule), feux de forêts, mouvements de terrains, avalanche  et séisme (sismicité moyenne). Il est également exposé à un risque particulier, le risque radon,.

#### Risques naturels
Certaines parties du territoire communal sont susceptibles d’être affectées par le risque d’inondation par crue torrentielle de cours d'eau du bassin du Sègre.
Les mouvements de terrains susceptibles de se produire sur la commune sont soit des mouvements liés au retrait-gonflement des argiles, soit des glissements de terrains, soit des chutes de blocs, soit des effondrements liés à des cavités souterraines. Une cartographie nationale de l'aléa retrait-gonflement des argiles permet de connaître les sols argileux ou marneux susceptibles vis-à-vis de ce phénomène. L'inventaire national des cavités souterraines permet par ailleurs de localiser celles situées sur la commune.

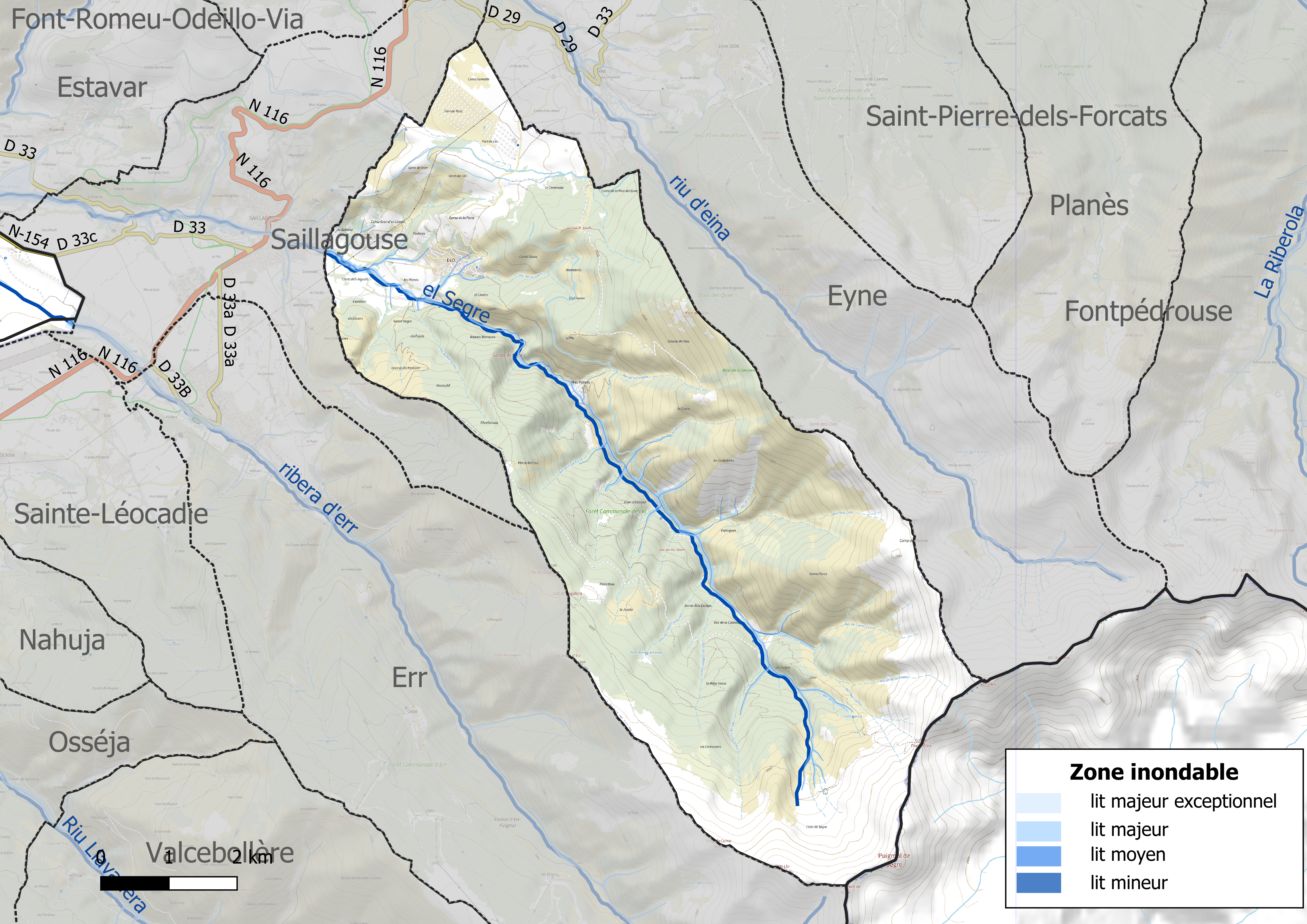
Carte des zones inondables.
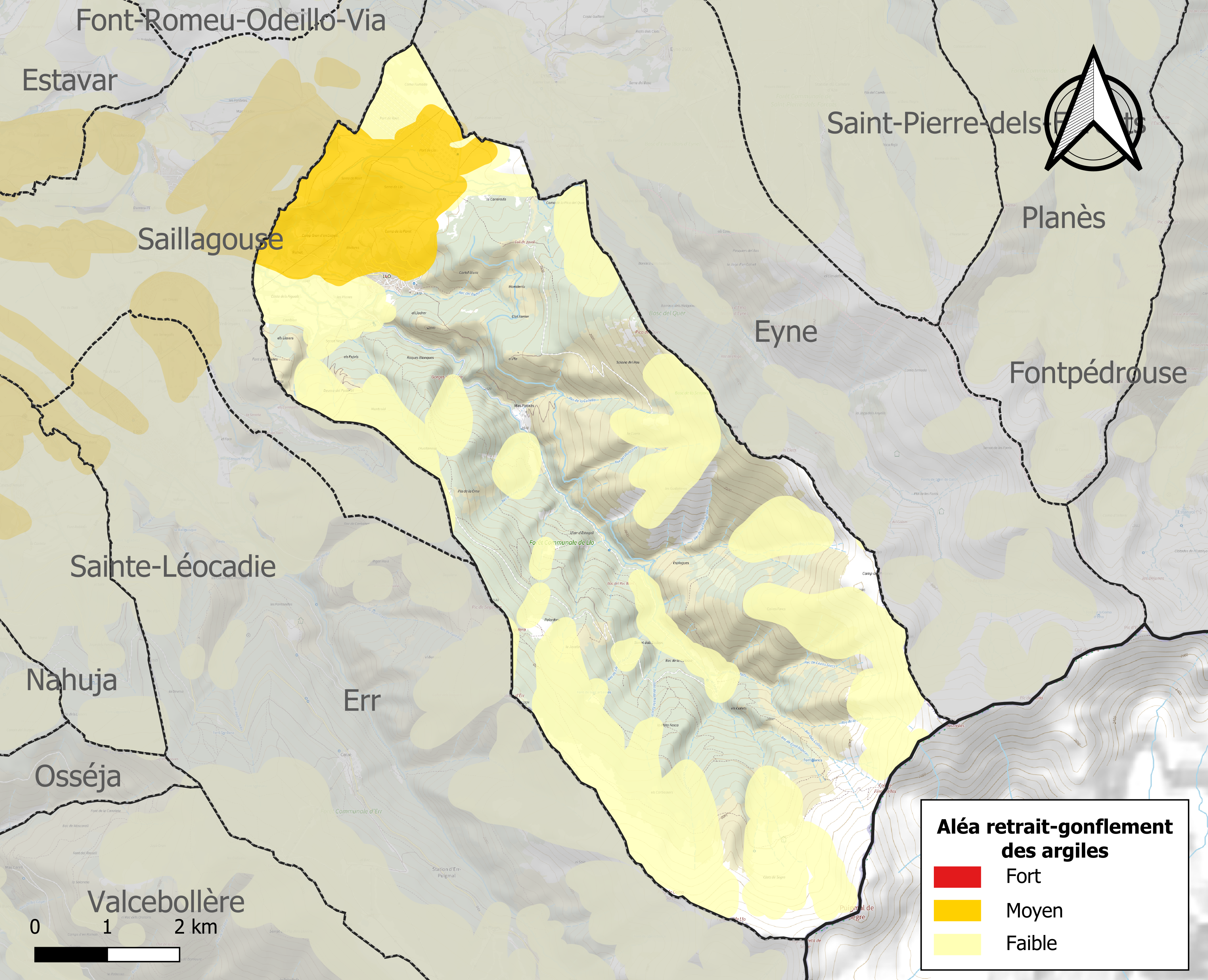
Carte des zones d'aléa retrait-gonflement des argiles.

#### Risque particulier
Dans plusieurs parties du territoire national, le radon, accumulé dans certains logements ou autres locaux, peut constituer une source significative d’exposition de la population aux rayonnements ionisants. Toutes les communes du département sont concernées par le risque radon à un niveau plus ou moins élevé. Selon la classification de 2018, la commune de Llo est classée en zone 3, à savoir zone à potentiel radon significatif.

## Toponymie
Le nom de la commune, en catalan comme en français, est Llo.
D'après Albert Dauzat et Charles Rostaing, ce toponyme (également attesté en Allo) provient du nom d'homme wisigothique Allone.

## Histoire

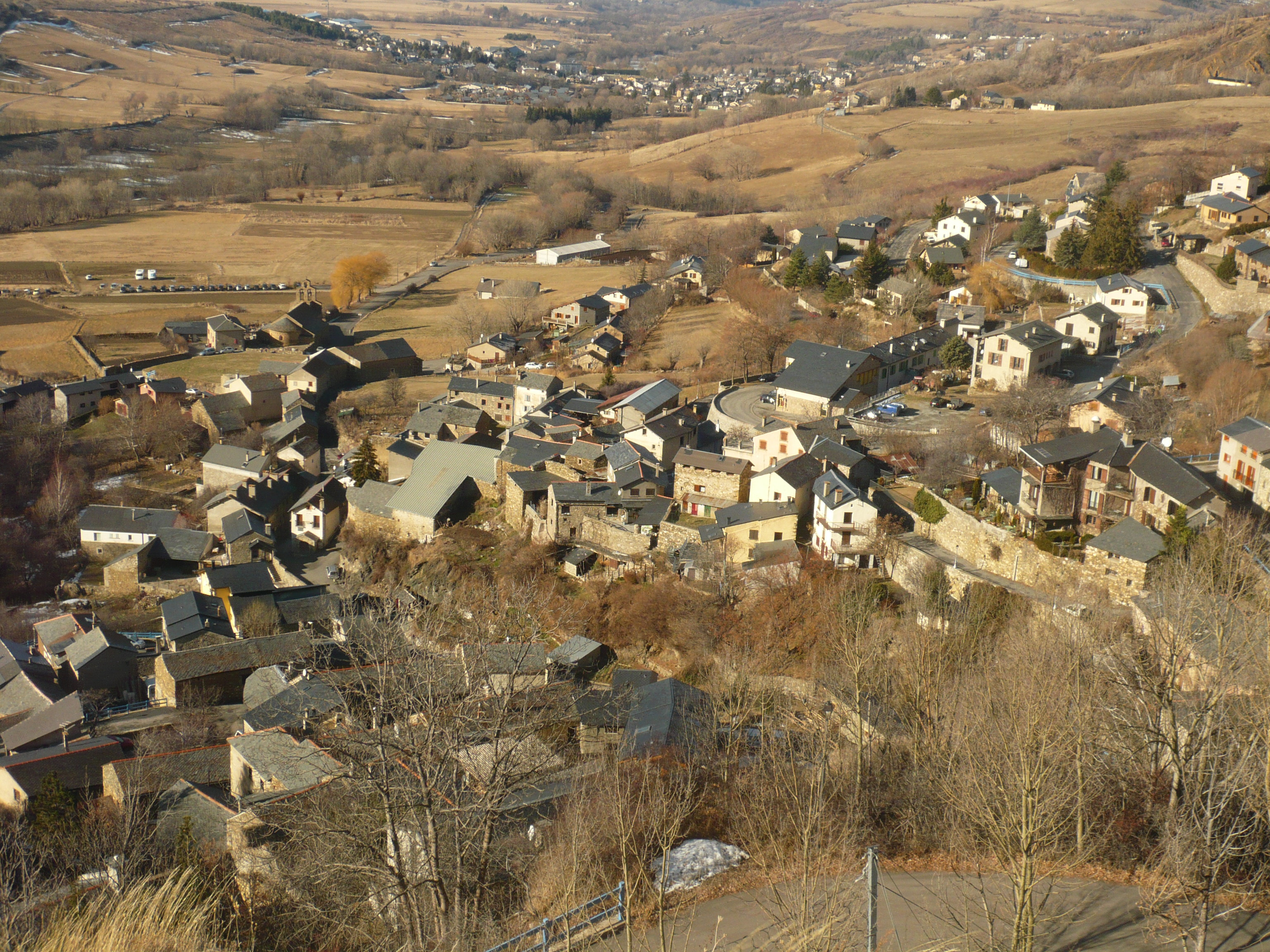
Vue générale de Llo.

Le 1er janvier 2014, la commune intègre la Communauté de communes de Pyrénées Cerdagne.

## Politique et administration

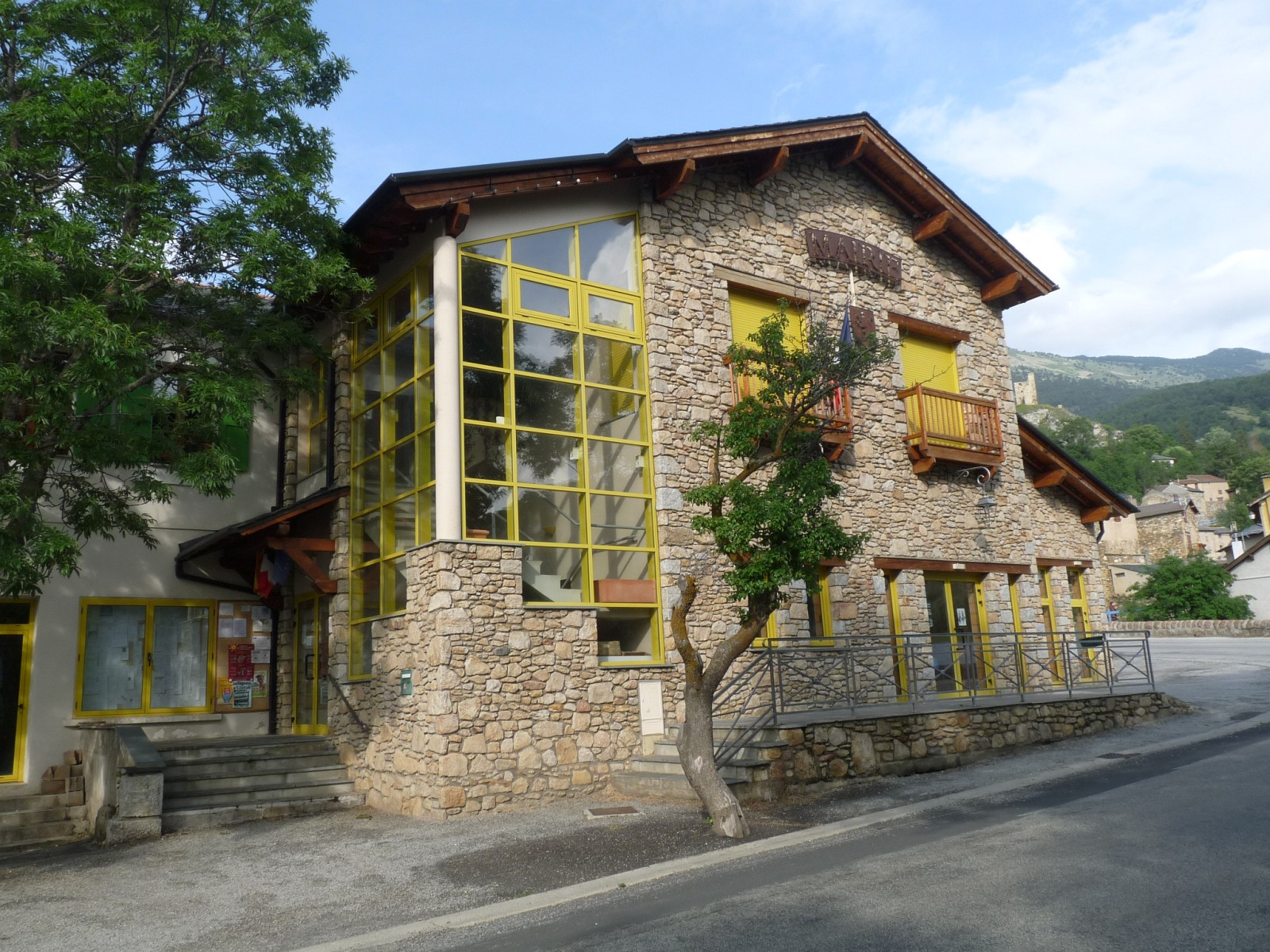
Mairie de Llo.

À compter des élections départementales de 2015, la commune est incluse dans le nouveau canton des Pyrénées catalanes.

### Liste des maires
| Période   | Période  | Identité        | Étiquette | Qualité |
| --------- | -------- | --------------- | --------- | ------- |
|           |          |                 |           |         |
| mars 2001 | 2020     | Robert Autonès, |           |         |
| 2020      | En cours | Jean-Marie Mas  |           |         |

## Population et société

### Démographie ancienne
La population est exprimée en nombre de feux (f) ou d'habitants (H).
| 1365 | 1515 | 1553 | 1720 | 1767  | 1774 | 1788  | 1789 |
| ---- | ---- | ---- | ---- | ----- | ---- | ----- | ---- |
| 41 f | 22 f | 13 f | 73 f | 387 H | 68 f | 216 H | 90 f |

Notes : 
- 1365 : dont 5 f pour Rouhet ;
- 1515 : dont 5 f pour Rouhet ;
- 1553 : dont 1 f pour Rouhet ;
- 1720 : dont 4 f pour Rouhet ;
- 1774 : dont 3 f pour Roet, annexe de Llo ;
- 1789 : pour Llo et Rouhet.

### Démographie contemporaine
L'évolution du nombre d'habitants est connue à travers les recensements de la population effectués dans la commune depuis 1793. Pour les communes de moins de 10 000 habitants, une enquête de recensement portant sur toute la population est réalisée tous les cinq ans, les populations de référence des années intermédiaires étant quant à elles estimées par interpolation ou extrapolation. Pour la commune, le premier recensement exhaustif entrant dans le cadre du nouveau dispositif a été réalisé en 2006.

En 2022, la commune comptait 156 habitants, en évolution de −7,69 % par rapport à 2016 (Pyrénées-Orientales : +3,92 %, France hors Mayotte : +2,11 %).
| 1793 | 1800 | 1806 | 1821 | 1831 | 1836 | 1841 | 1846 | 1851 |
| ---- | ---- | ---- | ---- | ---- | ---- | ---- | ---- | ---- |
| 351  | 267  | 336  | 373  | 425  | 417  | 409  | 429  | 378  |

| 1856 | 1861 | 1866 | 1872 | 1876 | 1881 | 1886 | 1891 | 1896 |
| ---- | ---- | ---- | ---- | ---- | ---- | ---- | ---- | ---- |
| 420  | 449  | 422  | 397  | 410  | 391  | 417  | 431  | 428  |

| 1901 | 1906 | 1911 | 1921 | 1926 | 1931 | 1936 | 1946 | 1954 |
| ---- | ---- | ---- | ---- | ---- | ---- | ---- | ---- | ---- |
| 385  | 312  | 314  | 262  | 283  | 251  | 224  | 192  | 146  |

| 1962 | 1968 | 1990 | 1999 | 2006 | 2011 | 2016 | 2021 | 2022 |
| ---- | ---- | ---- | ---- | ---- | ---- | ---- | ---- | ---- |
| 110  | 86   | 131  | 133  | 148  | 161  | 169  | 161  | 156  |

Notes :
- 1793 : pour Llo et Rouhet ;
- 1975 et 1982 : La population de Llo est recensée avec celle de Saillagouse.

| selon la population municipale des années : | 1968 | 1975 | 1982 | 1990 | 1999 | 2006 | 2009 | 2013 |
| Rang de la commune dans le département      | 184  |      |      | 165  | 151  | 158  | 159  | 154  |
| Nombre de communes du département           | 232  | 217  | 220  | 225  | 226  | 226  | 226  | 226  |

### Enseignement
Il n'y a pas d'école à Llo.

### Manifestations culturelles et festivités
- Fête patronale : 15 mai[50] ;
- Fête communale : 2e dimanche d'octobre[50].

## Économie

### Revenus
En 2018, la commune compte 63 ménages fiscaux, regroupant 150 personnes. La médiane du revenu disponible par unité de consommation est de 19 950 € (19 350 € dans le département).

### Emploi
|                | 2008   | 2013   | 2018   |
| -------------- | ------ | ------ | ------ |
| Commune        | 5 %    | 9,6 %  | 2,9 %  |
| Département    | 10,3 % | 12,9 % | 13,3 % |
| France entière | 8,3 %  | 10 %   | 10 %   |

En 2018, la population âgée de 15 à 64 ans s'élève à 103 personnes, parmi lesquelles on compte 79,6 % d'actifs (76,7 % ayant un emploi et 2,9 % de chômeurs) et 20,4 % d'inactifs,. Depuis 2008, le taux de chômage communal (au sens du recensement) des 15-64 ans est inférieur à celui de la France et du département.
La commune est hors attraction des villes,. Elle compte 56 emplois en 2018, contre 35 en 2013 et 36 en 2008. Le nombre d'actifs ayant un emploi résidant dans la commune est de 80, soit un indicateur de concentration d'emploi de 70,4 % et un taux d'activité parmi les 15 ans ou plus de 60,6 %.
Sur ces 80 actifs de 15 ans ou plus ayant un emploi, 22 travaillent dans la commune, soit 28 % des habitants. Pour se rendre au travail, 86,3 % des habitants utilisent un véhicule personnel ou de fonction à quatre roues, 1,3 % les transports en commun, 8,8 % s'y rendent en deux-roues, à vélo ou à pied et 3,8 % n'ont pas besoin de transport (travail au domicile).

### Activités hors agriculture

#### Secteurs d'activités
23 établissements sont implantés  à Llo au 31 décembre 2019.
Le secteur du commerce de gros et de détail, des transports, de l'hébergement et de la restauration est prépondérant sur la commune puisqu'il représente 30,4 % du nombre total d'établissements de la commune (7 sur les 23 entreprises implantées  à Llo), contre 30,5 % au niveau départemental.

#### Entreprises et commerces
La centrale solaire thermodynamique Ello a été inaugurée en septembre 2019.

### Agriculture
|               | 1988 | 2000 | 2010 | 2020 |
| ------------- | ---- | ---- | ---- | ---- |
| Exploitations | 7    | 5    | 4    | 5    |
| SAU (ha)      | 276  | 231  | 294  | 436  |

La commune est dans la Cerdagne, une petite région agricole située à l'extrême ouest du département des Pyrénées-Orientales. En 2020, l'orientation technico-économique de l'agriculture  sur la commune est l'élevage d'ovins ou de caprins. Cinq exploitations agricoles ayant leur siège dans la commune sont dénombrées lors du recensement agricole de 2020 (sept en 1988). La superficie agricole utilisée est de 436 ha,,.

## Culture locale et patrimoine

### Monuments et lieux touristiques
- L'église paroissiale Saint-Fructueux. L'édifice a été classé au titre des monuments historiques en 1932[54]. Plusieurs objets sont référencés dans la base Palissy (voir les notices liées)[54].
- Chapelle Saint-Gabriel de Girvés.
- La chapelle du Château, ruinée, dominant le bourg et les gorges du Sègre.
- Bains de Llo, bains d'eau chaude thermale.
- Tour del Vacaro, ancienne tour de guet ruinée, restaurée en 2003.
- Vestiges du château datant du XIe siècle, en haut du bourg, aux murs en arête-de-poisson[55].

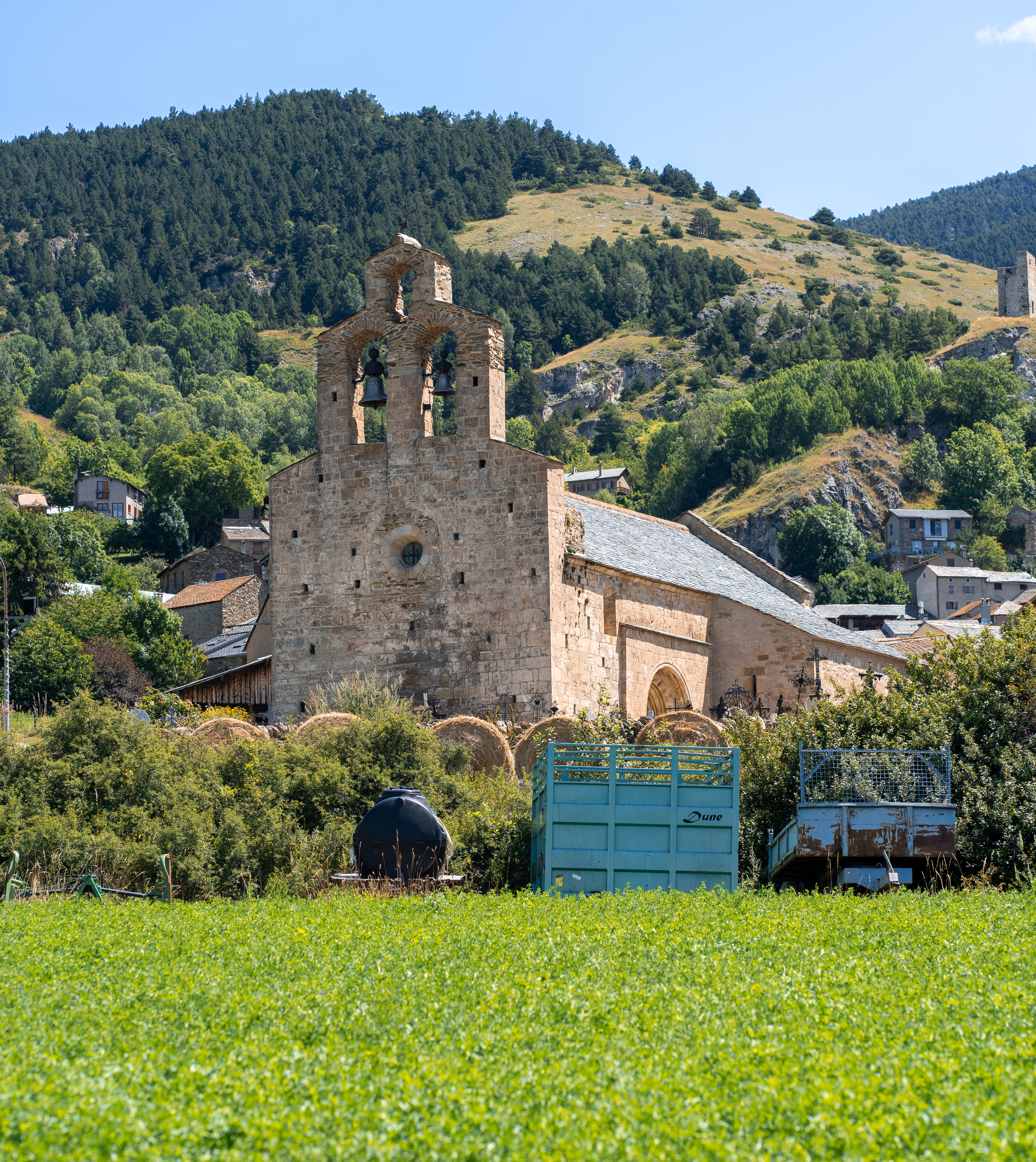
Église Saint-Fructueux de Llo.
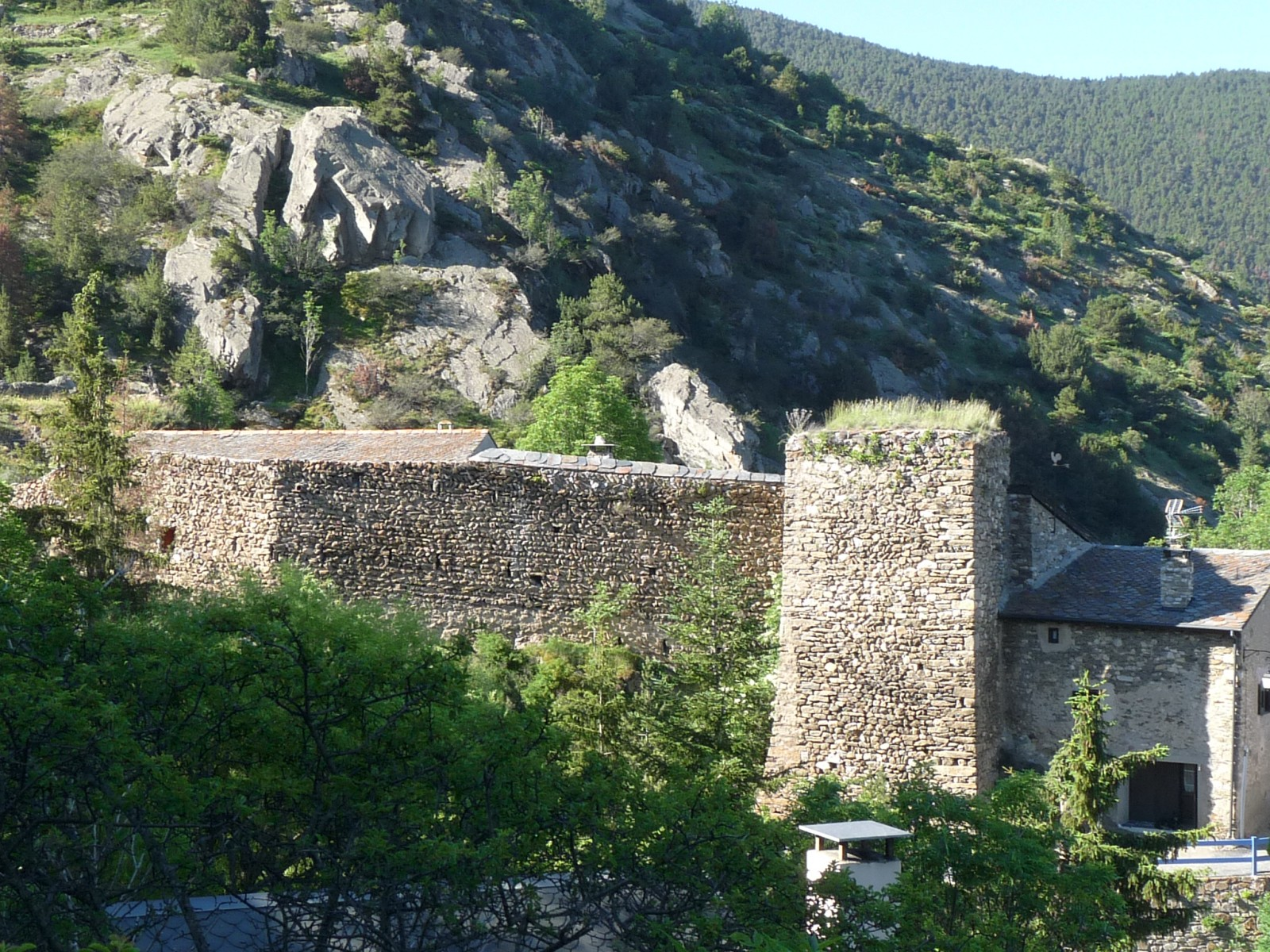
Le Castell.
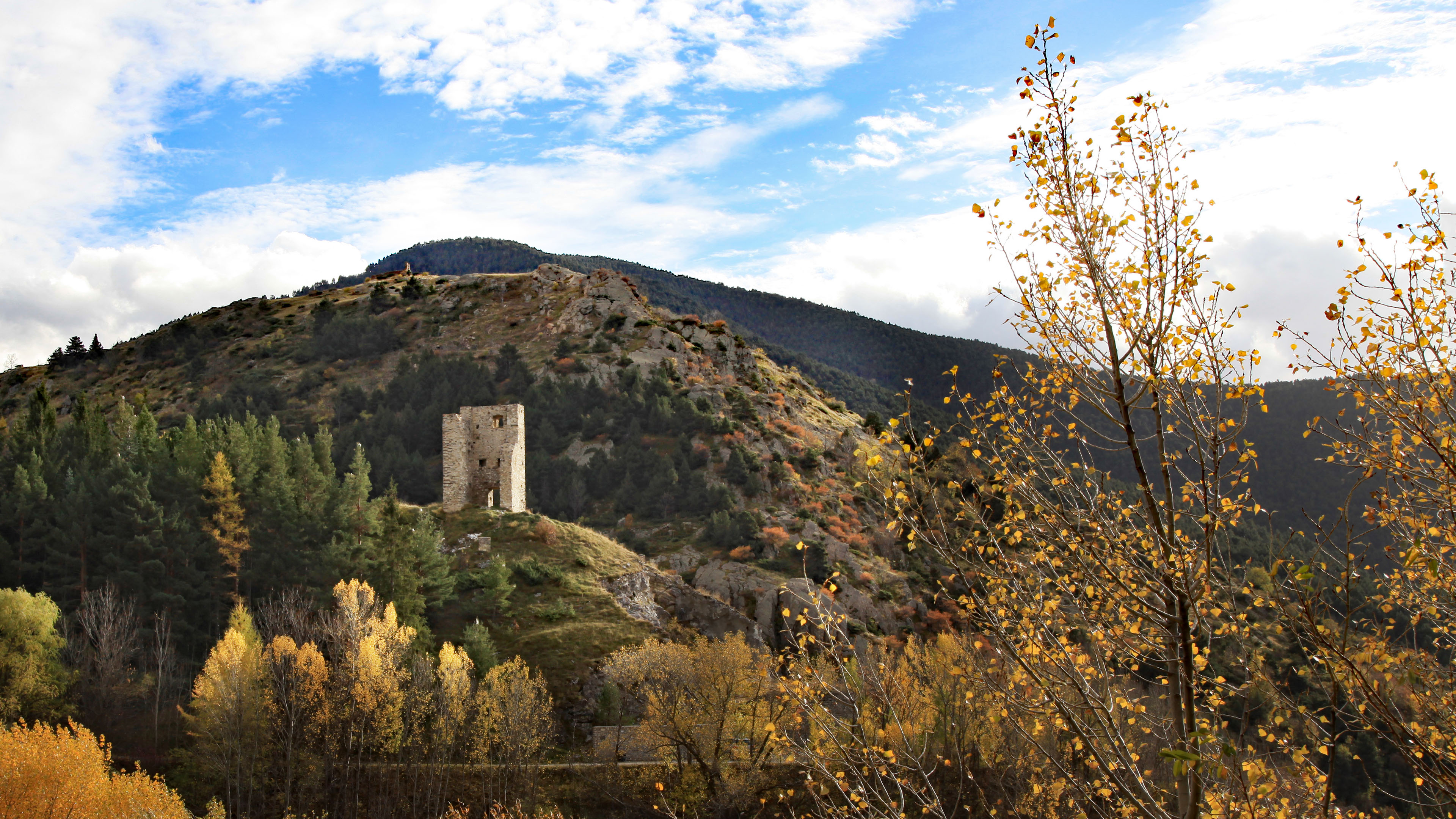
Tour del Vacaro.
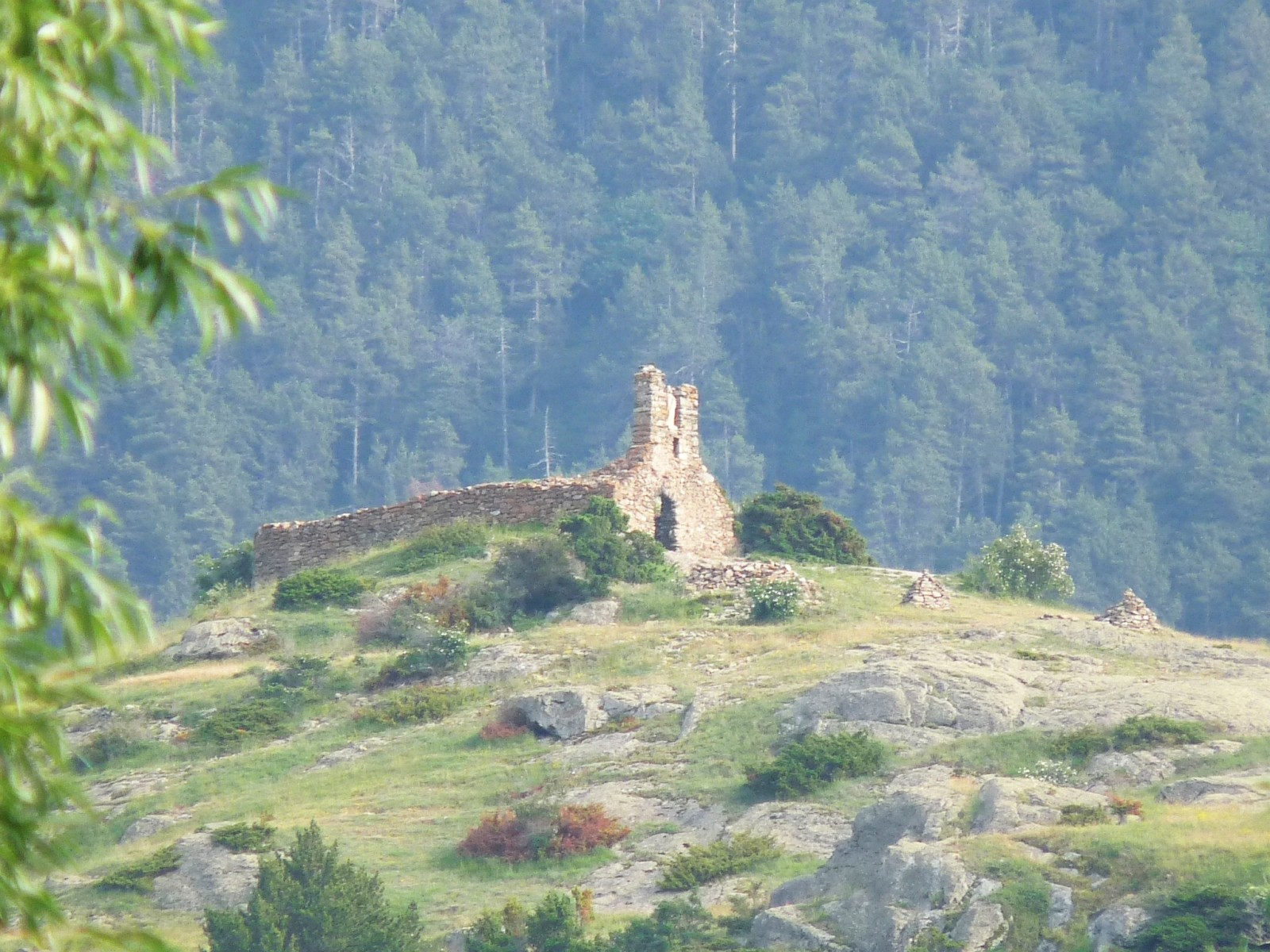
Chapelle Saint-Félix du Château.
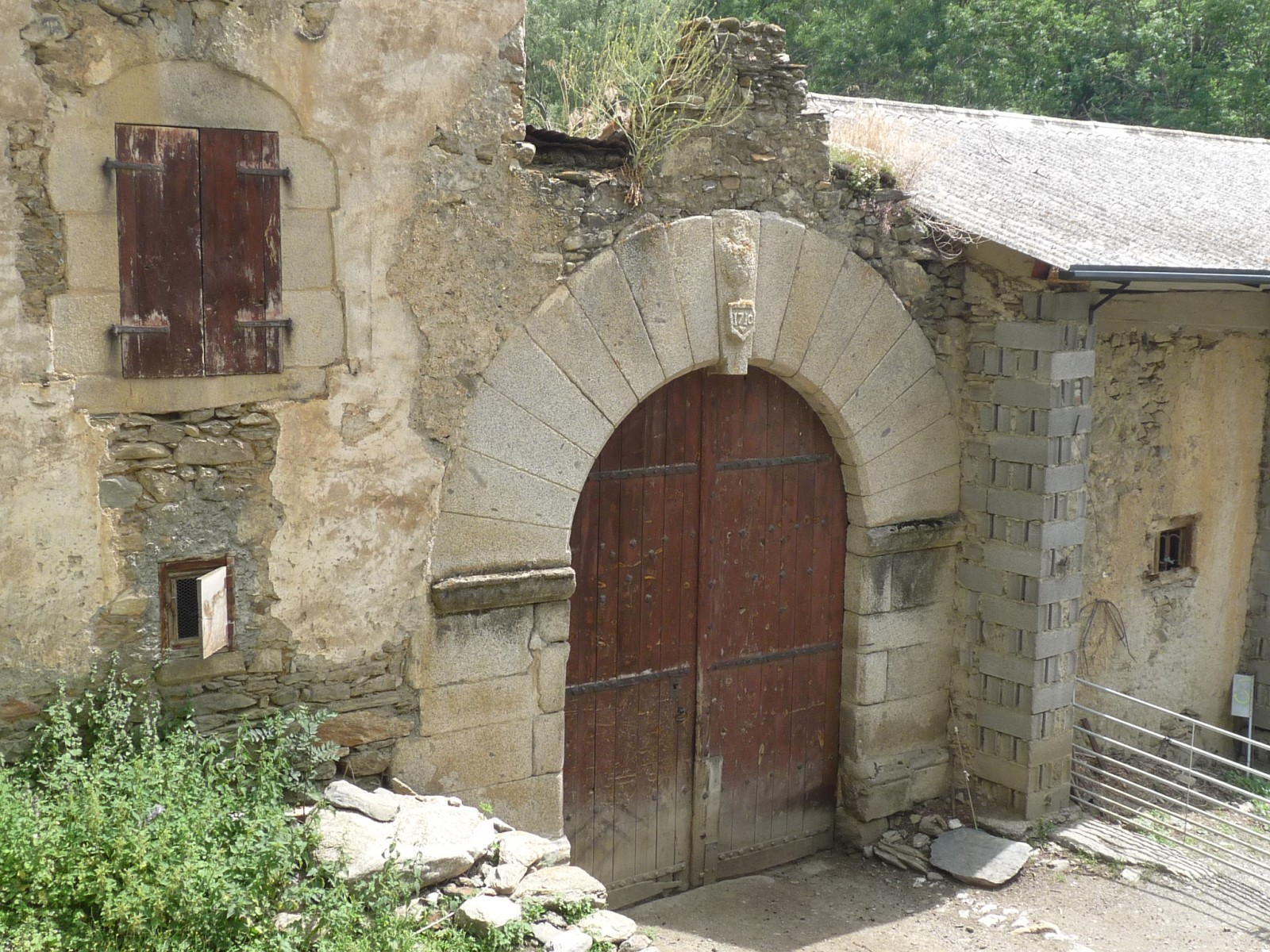
Chapelle Saint-Gabriel de Girvés.
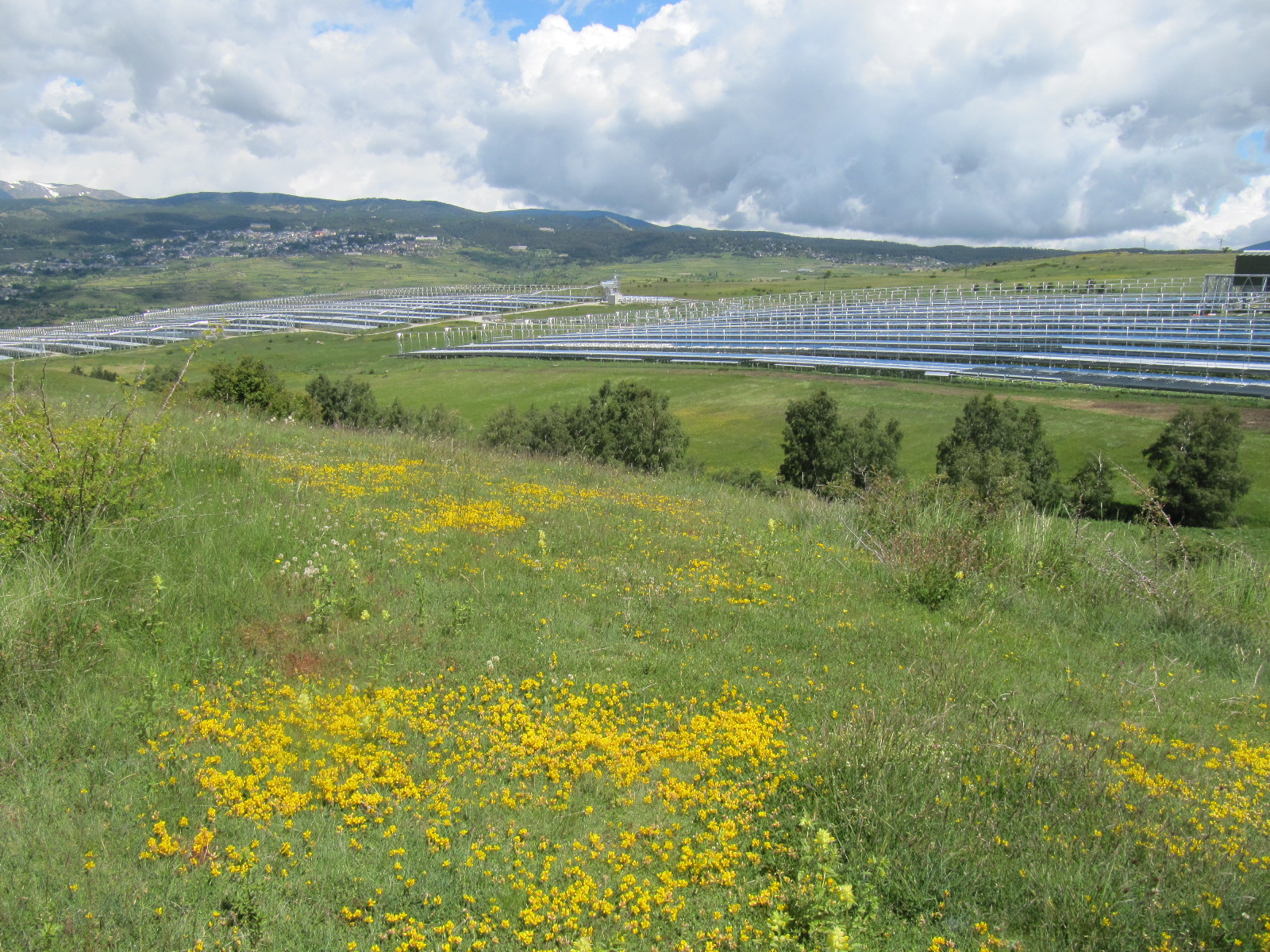
Centrale solaire Ello sur la commune.
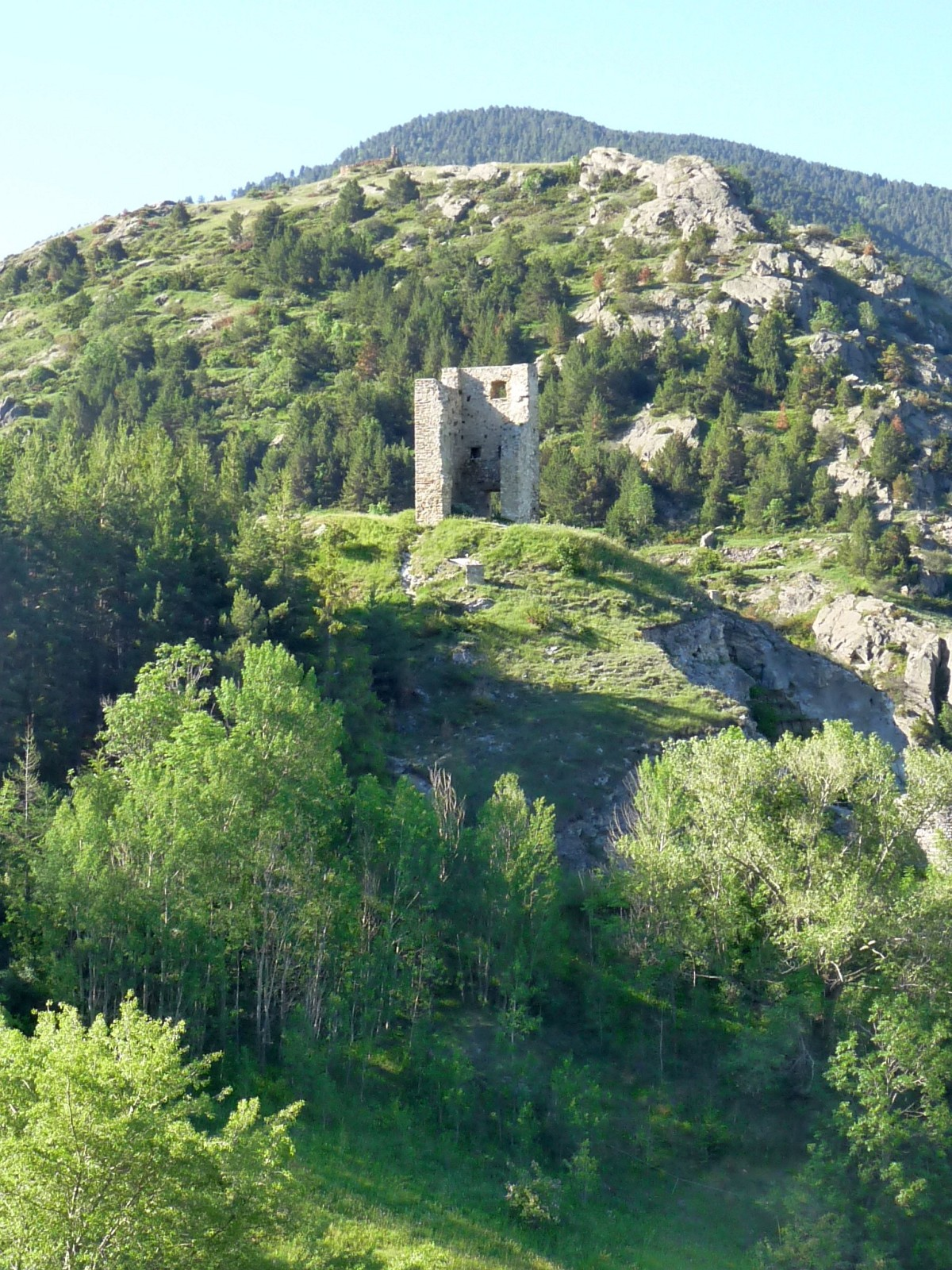
Tour del Vacaro et les ruines de l'église Saint-Félix-du-Château. (Castellvell) en arrière-plan.
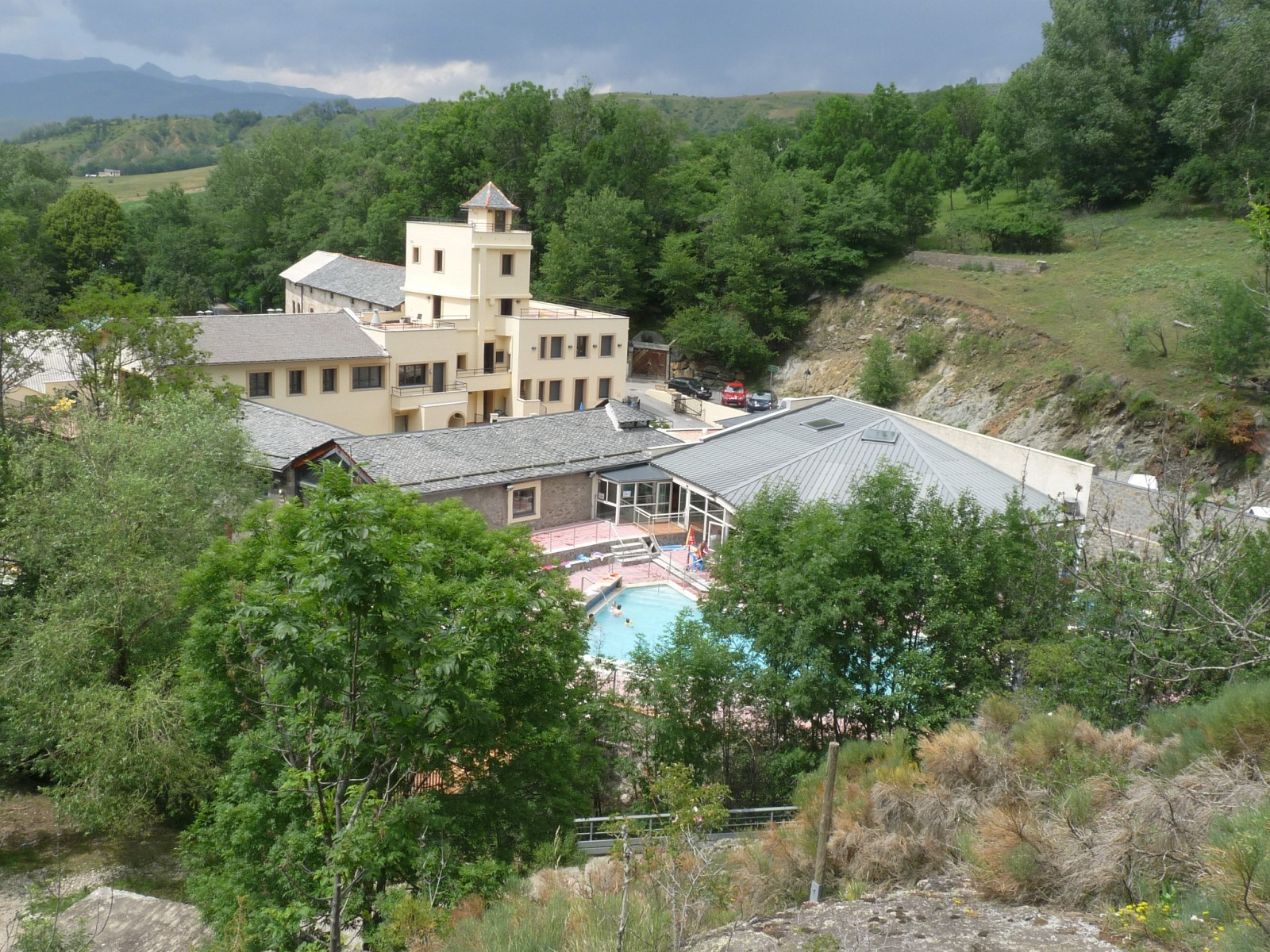
Les bains de Llo.
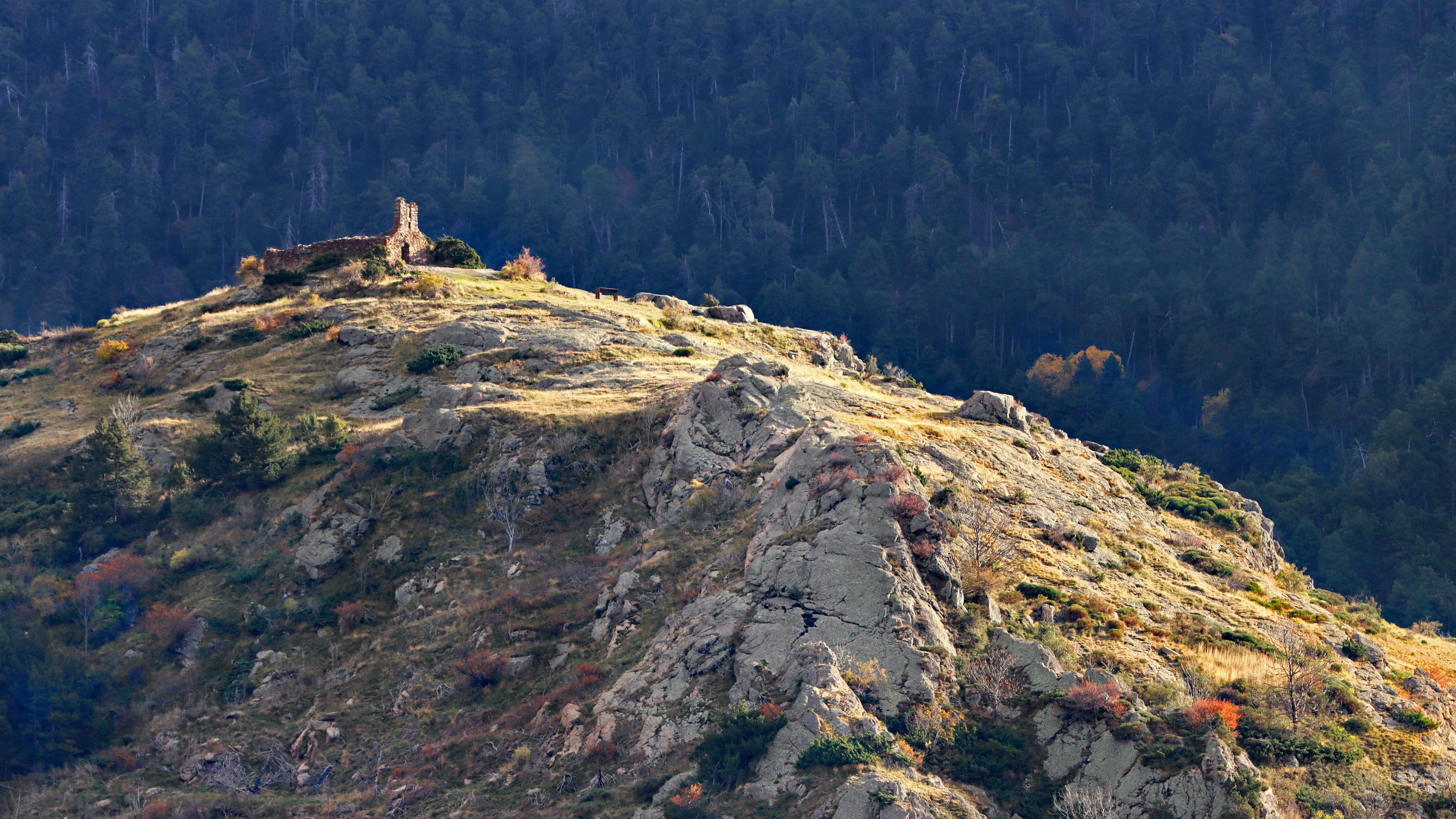
Chapelle Saint-Félix.
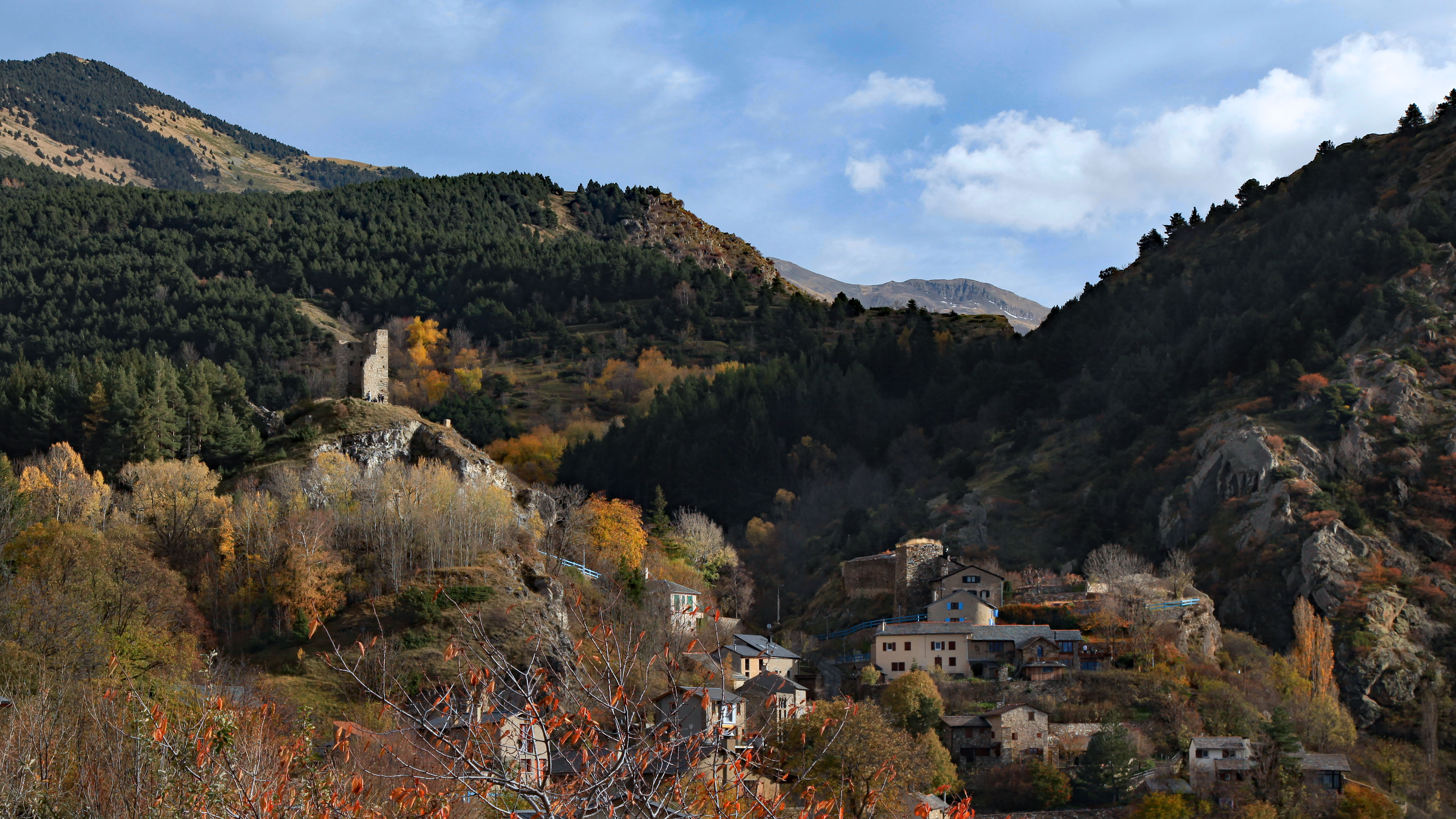
Le village en automne.

### Héraldique
| Blason de Llo | Blason  | De gueules au lion d'argent.                     |
| Blason de Llo | Détails | Le statut officiel du blason reste à déterminer. |